# 木卫十七
木卫十七又稱為「卡利羅厄」（S/1999 J 1, Callirrhoe），是环绕木星运行的一颗卫星，是所有有名稱的木星的衛星最遠的，它在1999年10月6日被太空監視發現，剛開始以為是一個小行星，因此把它命名為（1999UX18）。直到2000年7月8日被斯帕爾（Tim Spahr）發現它其實是木星的衛星之一，所以後來賦予一個臨時編號S/1999 J 1。
木卫十七直到2002年10月才以希臘神話中的卡利羅厄（河神阿科洛厄斯的女兒）命名。。木卫十七屬於帕西法爾群，離木星平均距離24,356,000公里，公轉一圈要776.543天，軌道傾斜141°，離心率0.264。